# Тодор Дочев
Тодор Георгиев Дочев е български революционер, велешки войвода на Вътрешната македоно-одринска революционна организация.

## Биография
Тодор Дочев е роден в Стара Загора през 1882 година. Негов брат е Никола Дочев, също революционер от ВМОРО. Още съвсем млад се включва в революционните борби на македонските българи. През 1904 година е четник в Крушевско в четата на Петър Юруков. През 1905 година е четник при войводата Иван Наумов Алябака. През месец октомври 1905, докато се намира в село Мартолци, Велешко е предаден от сърбомани и е арестуван, но успява да избяга, завръща се в Мартолци и екзекутира предателя – брат на сърбоманския войвода Йован Бабунски.
През 1906 година велешкият войвода подпоручик Панчо Константинов привлича в четата си редица опитни и по-образовани четници, за да се даде отпор на сръбските чети, които след Илинденското въстание са много активни във Велешко. Тодор Дочев влиза във Велешката чета и се нея обикаля Велешкия революционен район. Заздравяват се позициите в редица села, в които сръбската пропаганда и сърбоманство са успели да намерят почва. Четата наказва няколко шпиони сърбомани, които са в услуга на сръбските чети.
Тодор Дочев участва в сражението на 18 април 1906 г. в манастира „Свети Иван“ при село Ветерско, Велешко. Четите на войводите Боби Стойчев и Панчо Константинов са обградени от 3000 души турски аскер в манастира. Сражението продължава през целия ден и положението на обсадените чети става критично. Войводите решават с настъпването на мрака да пробият обсадата с атака. Сформирана е ударна група, която под ръководството на Тодор Дочев да атакува турските редици, да пробие обръча, за да се измъкнат двете чети. Точно в 21 часа групата на Тодор Дочев атакува с бомби и викове „Ура“ и предизвиква паника в редиците на неприятеля. При настъпилата суматоха започва престрелка между самите турци и двете чети успяват да се измъкнат невредими от обсадата.
На 25 юни 1906 година четата на подпоручик Панчо Константинов води сражение в местността Куртов камък със сръбски чети. В сражението загива войводата Константинов. Сред организационните дейци започва вътрешна борба за власт. За войвода на една от велешките чети е избран натрупалият вече значителен боен опит Тодор Дочев.
Тодор Дочев взема участие в битката при Ножот на 14 юли 1907 година като четник на Иван Наумов. През есента на 1907 година Тодор Дочев вече е войвода на чета от 13 души и действа в областта Корещата, част от Костурския революционен район.
След Хуриета през юли 1908 година е арестуван заедно с други четници и осъден да излежава присъдата си в Прилепския затвор. През 1909 година получава амнистия, но дни преди да бъде освободен е отровен от турците.